# Leptocera rossi
Leptocera rossi är en tvåvingeart som beskrevs av Richards 1963. Leptocera rossi ingår i släktet Leptocera och familjen hoppflugor. Inga underarter finns listade i Catalogue of Life.